# さらば愛-最後の診断-
『さらば愛-最後の診断-』は、1977年10月11日から1978年1月10日まで、日本テレビ系列の「火曜劇場」（毎週火曜22:00 - 22:54）の枠で放映されたテレビドラマ。全14回。

## 概要
アーサー・ヘイリー原作の『最後の診断』を山田信夫が脚色したドラマ。
将来を嘱望された優秀な病理医、新田雄介は、鳥取県米子市の私立二階堂総合病院の副院長兼外科部長・速水と管理部長の大久保に招かれ、恋人でバレリーナの菊村香と共に東京から米子にやって来た。実際にここに赴任するかどうか、雄介はまず二階堂総合病院の実情を確かめることにした。今この病院では、院内改革を必要としていた。院内には職人気質で偏屈な病理部長・田山、政治的野心を抱く速水、温厚で人情派の産婦人科部長・門倉と一癖も二癖もある人物がそろっていた。その中で病理部門では病院長を兼務する田山一人だけで山積した仕事を受け持ち、組織検査などの最終報告の遅れが目立っていた。そんな中で雄介は田山が執刀を務める遺体解剖の現場に立ち会い、その鮮やかな解剖ぶりに雄介は感動したことで、この病院に赴任する決意をした。しかし周りの人々も香も、雄介がそれまで多くの有名大学病院から誘いがあったもののそれには目もくれず、東京から遠く離れた米子の、あまり名も知れていない病院に興味を示したことをいぶかった。しかしのちに香は、自分を律するためにあえて遠く離れた地を選んだという雄介の真摯な態度を知ったことでバレエを辞め、雄介と共に生きていく決意をする。しかしこの病院には、雄介のかつての恋人だった外科医の小野令子がいた…。古いタイプの病理医・田山と雄介の対立、香とかつての恋人・令子の葛藤を主軸の一部としてドラマが進んでいった。

## キャスト
- 新田雄介：竹脇無我
- 菊村香：酒井和歌子
- 門倉健二：千秋実
- 大久保久一：石濱朗
- 田山喬一郎：三國連太郎
- 小野令子：佐藤友美
- 速水正：神山繁
- 沢田孝夫（検査技師）：森本レオ
- 中島ゆたか
- 佐野守
- 沢田圭子（孝夫の妻）：木内みどり
- 高橋長英
- 正司歌江
- 桃代（香のバレエの先生）：根岸明美
- 秋子（田山の別れた妻）：斎藤美和
- 二階堂理事長：島田正吾

## スタッフ
- 脚本：山田信夫
- 演出：池田義一、野末和夫
- 原作：アーサー・ヘイリー『最後の診断』
- 音楽：牧野由多可
- 主題歌：ペドロ&カプリシャス「通りすぎた季節」